# 尿素
尿素（Urea）是由碳、氮、氧和氢组成的有机化合物，又稱脲（與尿同音）。其化学式为 、 或 ，分子质量60，国际非专利药品名称为 （碳酰胺）。外观是无色晶体或粉末，是动物蛋白质代谢后的产物，通常用作植物的氮肥。
尿素在肝合成，是哺乳动物排出的体内含氮代谢物。這代謝过程称为尿素循环。
尿素是第一种以人工合成无机物质而得到的有机化合物。活力论從此被推翻。

## 发现
1727年，荷兰科学家赫尔曼·布尔哈夫首次在尿液中发现尿素，尽管这一发现通常归功于法国化学家伊莱尔·鲁埃勒和苏格兰外科军医、化学家威廉·克鲁克香克 。
1828年，弗里德里希·维勒首次使用无机物质氰酸钾与硫酸铵人工合成了尿素。本来他打算合成氰酸铵（Ammonium cyanate，NH4NCO），卻得到了尿素。
由此证明了活力论是错误的，事实上开辟了有机化学。活力论认为无机物与有机物有根本性差異，所以无机物无法變成有机物。哺乳动物、两栖动物和一些鱼的尿中含有尿素；鸟和爬行动物排放的是尿酸，因為其氮代谢过程使用的水量比较少。

## 生理
尿素在肝脏产生后融入血液（人体内的浓度在每升2.5至7.5微摩尔/升之间），最后通过肾脏由尿排出。少量尿素由汗排出。
生物以二氧化碳、水、天冬氨酸和氨等化学物質合成尿素。促使尿素合成的代謝途徑是一種合成代谢，叫做尿素循环。此过程耗费能量，卻很必要。因为氨有毒，且是常见的新陈代谢产物，必须被消除。肝脏在合成尿素時，需要N-乙酰谷氨酸作為调节。
含氮废物具有毒性，产生自蛋白质和氨基酸的分解代谢过程。大多数生物必须对其进行再处理。海生生物通常直接以氨的形式排入海水。陆地生物则将氨转化为尿素或尿酸再排出。鸟和爬行动物通常排泄尿酸，其它动物（如哺乳动物）则是尿素。例外如，水生的蝌蚪排泄氨，但在其蜕变过程转为排泄尿素；大麥町狗主要排泄尿酸，不是尿素，因為其尿素循环中的一个转换酶的基因损坏了。
哺乳动物以肝脏中的一个循环反应产生尿素。这个循环最早在1932年被提出，其反应起点是氨的分解。1940年代澄清瓜氨酸和精氨基琥珀酸的作用后，它已被完全理解。在這个循环中，来自氨和 L-天冬氨酸的氨基被转换为尿素，起中介作用的是 L-鳥氨酸、瓜氨酸、L-精氨酸-琥珀酸和 L-精氨酸。
尿素循环是哺乳动物和两栖动物排泄含氮代谢废物的主要途径。但別種生物亦然，如鸟類、无脊椎动物、昆虫、植物、酵母、真菌和微生物。
尿素對于生物来说基本是废物，但仍有正面價值。比如，肾小管裡的尿素被引入肾皮质以提高其渗透浓度，促使水份从肾小管渗透回身體再利用。

## 应用
尿素在商业上，可作為：
- 特殊塑料的原料，尤其是尿素甲醛樹脂
- 某些胶類的原料
- 肥料和饲料的成分
- 取代防冻的盐撒在街道，优点是不使金属腐蚀
- 加强香烟的氣味
- 賦予工业生产的椒鹽卷餅棕色
- 某些洗发剂、清洁剂的成分
- 急救用制冷包的成分，因為尿素与水的反應會吸热
- 处理柴油机、发动机、热力发电厂的废气，尤其可降低其中氮氧化物的含量，相關產品如環保汽車尿素
- 催雨剂的成分〈配合盐〉
- 过去用来分离石蜡，因為尿素能形成包合物
- 耐火材料
- 環保引擎燃料的成分
- 美白牙齿产品的成分
- 為化學肥料

### 饲料添加剂
人类粮食资源與蛋白质的短缺，也造成饲料工业一大难题。業者積極尋找蛋白质的新來源，並擴及蛋白質以外的氮來源，例如含氮量高的尿素。
1897年，Waesk 等人提出反刍动物能转化非蛋白質氮为菌体蛋白質的想法。1949年，C. J. Watson 等人餵食绵羊含有N15标记的尿素胶囊，4天后在绵羊血液、肝脏、肾脏中檢驗出含有N15的蛋白质。這证实了反刍动物可以利用非蛋白質氮。同年 J. K. Looli 等人以尿素當作唯一氮源餵食绵羊，发现绵羊能夠正氮平衡，表明绵羊瘤胃裡的微生物能利用尿素合成其生长所需的10种必需氨基酸。自此，尿素及尿素化合物成為反刍动物的饲料添加剂。

### 樹脂
尿素是製造尿素甲醛樹脂的主要物料，尿素甲醛樹脂是一種透明的熱固性塑膠。在弱基（氨或吡啶）之內加入甲醛和尿素，加熱，經縮合反應，便會合成尿素甲醛樹脂。這種樹脂主要用於刨花板、纖維板和膠合板等人造板的生產。

### 实验室应用
尿素能非常有效的使蛋白质变性，尤其能非常有效地破坏非共价键结合的蛋白质。这特点可以提高某些蛋白质的可溶性，其浓度可达10摩尔体积。尿素也可用来制造硝酸尿素。
尿素也能將王水中的硝酸分離昇華,留下鹽酸來還原四氯金酸溶液,如這時加入硫酸亞鐵粉末將得到沉澱作用,沉澱物質為(海綿金)就是暗褐色黃金粉末

### 医学应用
皮肤科以含有尿素的某些药剂来提高皮肤的湿度。非手术摘除的指甲使用的封闭敷料中，含有40%的尿素。
测试幽門螺桿菌存在的碳-14-呼气试验，使用了含有碳14或碳13标记的尿素。因為幽門螺桿菌的尿素酶使用尿素来製造氨，以提高其周边胃里的pH值。同样原理也可测试生活在动物胃中的类似细菌。

### 纺织工业
尿素是纺织工业在染色和印刷時的重要辅助剂，能提高颜料可溶性，並使纺织品染色后保持一定的湿度。

## 生产

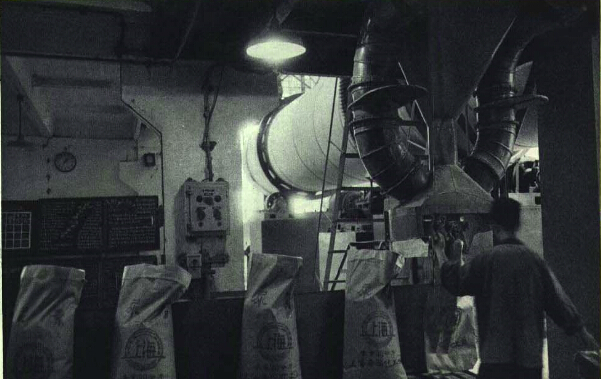
1965年中國上海市吴泾化工厂尿素厂

全世界每年工业的尿素产能约为2.2亿吨，中国目前尿素产能在7.4千万吨左右（全球占比34%）。
商业尿素是通过氨与二氧化碳的反应生产的，成品尿素可以为药片状、颗粒状、片状、晶体或者溶液。尿素一般以药片或者颗粒的形式上市。
90%以上的生产的尿素被用作肥料。在所有的一般使用的估计氮肥料中尿素的含氮量最高（46.4%），因此相对而言其每氮营养的运输费最低。尿素在水中的可溶性非常高，因此非常适合被加在可溶的肥料中。

### 生产反应
商用尿素的原料是氨与二氧化碳。後者在以焦炭或烃（如天然气和石油）為原料生产氨的过程中，会大量产生。尿素因此直接从这些原料中产生。
尿素生产是一个平衡的化學反应，其反应物不完全成为反应结果。生产过程、設定的反应条件、如何处理未转化的反应物，皆可能不同。由於使用大量的反应物，未反应的反应物可用以生产其它产品，（如硝酸铵或硫酸铵），也可回收再投入反应。
实际的合成反应普遍认为应是在液相中分如下两大步完成的。
第一步是過量的液氨與乾冰反應為氨基甲酸铵。由於是可逆的放热反应，反應需要帶走熱能的設備。
{\displaystyle {\ce {2{NH_{3}}+CO_{2}<=>{H_{2}N-COONH_{4}}+28kJ}}}
第二步是加熱氨基甲酸铵為尿素；這步是一个可逆的吸热反应。反應需要帶走水分的設備。
{\displaystyle {\ce {{H_{2}N-COONH_{4}}<=>{(NH_{2})_{2}CO}+{H_{2}O}}}} -3.6千卡
尿素的反应总式为：
{\displaystyle {\ce {2NH3 + CO2 -> H2O +CO(NH2)2}}}
表達在该公式的生产反应總體上为一个可逆的放热反应。
尿素在生产中通常伴随着副产品，如甲醇，也可用来制造下游产品，如三聚氰胺等。

## 脲
脲是化合物，含有官能团。这官能团的羰基帶著两个有机的氨基。实验室中，光气可与此二氨基反应。脲類化合物包括过氧化脲、尿囊素、乙内酰脲。脲与雙縮脲非常接近。脲的化學结构与酰胺、氨基甲酸、双偶氮化合物、碳二亚胺等接近。

## 其他
- 硫脲
- 硫酰胺
- 環保汽車尿素（AdBlue）